# Сёч, Геза
Геза Сёч (венг. Szőcs Géza; 21 августа 1953, Тыргу-Муреш — 5 ноября 2020, Будапешт) — венгерский поэт, драматург, журналист, государственный и общественный деятель.

## Биография
Геза Сёч родился в 1953 году в румынском городе Тыргу-Муреш. Отец — Иштван Сёч, журналист. До 1979 г. учился в Клужском университете имени Бабеша-Бойяи.
В 1986 году был вынужден эмигрировать из Румынии. С 1986 по 1989 год работал журналистом в Женеве.
В 1990 году вернулся в город Клуж-Напока. С 1990 по 1992 был депутатом румынского парламента от Демократического союза венгров Румынии.
С 1993 по 2010 год был редактором журнала Dunánál в Венгрии.
С 2010 по 2012 год был государственным секретарем по культуре Венгрии.
Оставил после себя пятерых детей.
Умер в возрасте 67 лет 5 ноября 2020 года  от осложнений, вызванных коронавирусной инфекцией, в госпитале Будапешта, куда был доставлен в реанимационное отделение. Последние дни находился на искусственной вентиляции лёгких

## Творчество

### Поэтические сборники
- «Это ты прошел по воде?» («Te mentél át a vizen?», 1975)
- «Поединок, или Двадцать третий снегопад» («Párbaj, avagy a huszonharmadik hóhullás», 1979)
- «Визит униформы» («Az uniformis látogatása», 1986)
- «Вольноотпущенный манекен» («A szélnek eresztett bábu», 1986)

### Пьесы
- «Бесермяне из Кишберека» («A kisbereki böszörmények», 1994)
- «Кто подменил народ?» («Ki cserélte el a népet?», 1996)
- «Либертэ 1956» («Liberté 1956», 2006)

### Романы
- «Лимпопо, или Дневник барышни-страусихи» («Limpopo avagy egy strucckisasszony naplója», 2007)

## Публикации на русском языке
- Сёч Г. Лимпопо, или Дневник барышни-страусихи // Иностранная литература. — 2012. — № 3. (Пер. с венг. В. Т. Середы)
- Сёч Г. Распутин: миссия // Иностранная литература. — 2014. — № 8. (Пер. с венг. Ю. П. Гусева)

## Награды и премии
- 1986 — Премия Милана Фюшта
- 1992 — Премия Тибора Дери
- 1993 — Премия Аттилы Йожефа
- 2015 — Премия имени Кошута